# オーバーロード (トランスフォーマー)
破壊大使オーバーロード（OverLord） はトランスフォーマーシリーズの日本オリジナル作品である『トランスフォーマー 超神マスターフォース』に登場する架空のキャラクターである。ロボットモードを持たない2機のメカが合体して1体のトランスフォーマーになる「ツーインワン」ギミックと『マスターフォース』シリーズのメインギミックである「ゴッドマスター」ギミックを併せ持つ。

## 超神マスターフォース
オーバーロードはギガ（声 - 野田圭一）が操縦する戦車とメガ（声 - 吉田理保子）が操縦するジェット機が合体したトランスフォーマーであり、スーパージンライを凌ぐ力を持つゴッドマスター。なお、ギガはデストロンの父、メガはデストロンの母と呼称される。

## トランスフォーマーZ（ゾーン）
『Z(ゾーン)』では九大魔将軍のリーダー・超神将軍オーバーロードであり、胸にはアイアコーンに代わってデストロンの紋章がついた。Zベース襲撃の際、エネルゴンZを発見する。

## アメコミ
IDWパブリッシングから刊行されている『Hasbro Universe』シリーズでは、『ラストスタンド・オブ・レッカーズ』から本格登場し、後の『モア・ザン・ミーツ・ジ・アイ』にも登場している。このシリーズではゴッドマスターという設定ではなく、戦車とジェット機に分離変形するという設定になっている。
ディセプティコンでも屈指の強さを誇る強化改造戦士「フェイズ・シクサーズ」の一人で、残虐非道でありながら戦略家としての冷静沈着さを兼ね備えた生粋のサイコパスでもある。他のディセプティコンのような野心はなくただ己の殺戮衝動を満たすためだけに戦ってきたが、心の奥底にはメガトロンへの異常なまでの執着を抱いている。

## 玩具
玩具は日本オリジナル（海外未発売）。「D-307」のナンバーを与えられて1988年9月に発売。
海外ではトランスフォーマー アクションマスターでオーバーロード/OverLordとして発売。パワーマスターではなくデストロンの自律兵器という設定。コミックにも登場している。
『プライムウォーズトリロジー』でもヘッドマスターギミックに改められた『タイタンマスター』として登場。合体するタイタンマスターにより「ギガヘッド」と「メガヘッド」の2つのモードを持つ。玩具はブラックシャドーのリデコ製品でありながらメガジェットとギガタンクの合体部分が構造的に脆弱になっている。国内でも『レジェンズ』シリーズで発売された。

### その他の玩具
スーパーコレクションフィギュアトランスフォーマー ジェネレーション1
彩色済みコレクションフィギュア。ACT-5「超神マスターフォース編」にラインナップ。
DXトランスフォーマーガム
2013年12月発売。第2弾にラインナップ。余剰パーツの削減の工夫がなされている。

## 実写映画
映画ではコンストラクティコンのオーバーロード（Overload）としてデバステーターに合体するシーンにのみ登場。コマツ・HD465-7から変形し、デバステーター合体時は腰となる。劇中では単体で変形しないものの、コンセプトアートや映画を原案とした絵本、EZコレクションの玩具などにロボットモードのデザインが見られる。

## アドベンチャー
第二部『マイクロンの章』第1話よりオーバーロード / Overload（声 - 相沢まさき / デイブ・フェノイ）が登場。地球の生物種に似た姿をした者が多い本作品のディセプティコンとしては珍しいヒューマノイド型で、頑強な装甲を活かした肉弾戦を得意とする他、腕からサイクロン族のマイクロンを射出する能力を持つ。
やたらと芝居掛かった動作や台詞回しをするナルシストで、大戦時は一流スパイとして悪名を轟かせたが、オプティマス・プライムとの戦いで正体を見破られ、激闘の末に当時新兵だったバンブルビーに重傷を負わせるも敗北し捕らえられた過去を持つ。
玩具は「アドベンチャーシリーズ」よりTAV46として戦車に変形するものが、アニメでの部下の一人バックトラックと共にセットで発売された。

## その他
『マイクロン伝説』のウルトラマグナスは海外名が「オーバーロード」だが、こちらの綴りも「Overload」である。
『マグネロボ ガ・キーン』パイロット版における主役2名の声はギガ・メガと同じ野田圭一・吉田理保子である。